# 水谷フーカ
水谷 フーカ（7月4日 - ）は、日本の漫画家。京都府出身、在住。

## 作品リスト

### 漫画作品
- うのはな3姉妹（『まんがタイムファミリー』2009年 - 2013年）
- 14歳の恋（『楽園 Le Paradis』）
- 満ちても欠けても（『Kiss』→『Kiss PLUS』2012年 - 2014年）
- リライアンス（『楽園 Le Paradis Web増刊』2021年11月26日〈冬のWeb増刊〉[1] - 連載中） - 『14歳の恋』のスピンアウト作品[1]。
- ハーモニー（『楽園 Le Paradis』第38号[2] - 第45号） - 『14歳の恋』のスピンオフ作品[2]。
- きのみきのまま（『楽園 Le Paradis』第46号 - ）[3]

### 書籍
- 『夜盗姫』司書房〈ツカサコミックスクラウンシリーズ〉2006年8月、ISBN 978-4-8128-1470-3
  - （新装版）白泉社、2012年1月、ISBN 978-4-592-71038-7 - 未収録短編作品がいくつか追加掲載されている。
- 『チュニクチュニカ』司書房〈ツカサコミックスクラウンシリーズ〉、2007年5月、ISBN 978-4-8128-1632-5
  - （新装版）白泉社、2011年1月、ISBN 978-4-592-71029-5
- 『GAME OVER』白泉社、2010年7月、ISBN 978-4-592-71024-0 - 2017年5月にA-koeにてボイスドラマ化された[4]。
- 『この靴しりませんか』芳文社〈まんがタイムKRコミックス つぼみシリーズ〉、2010年8月、ISBN 978-4-8322-7951-3
  - （完全版）白泉社、2016年1月29日発売、ISBN 978-4-592-71095-0
- 『うのはな3姉妹』、芳文社〈まんがタイムコミックス〉2010年 - 2013年、全4巻
- 『14歳の恋』、白泉社、2011年 - 2021年、全12巻
- 『ロンリーウルフ・ロンリーシープ』芳文社〈まんがタイムKRコミックス つぼみシリーズ〉、2011年、ISBN 978-4-8322-4092-6
- 『満ちても欠けても』、講談社〈KCデラックス〉2012年 - 2014年、全2巻
  1. 2012年12月13日発売、ISBN 978-4-06-376749-0
  2. 2014年5月13日発売、ISBN 978-4-06-376938-8
- 『リライアンス』、白泉社〈楽園コミックス〉2023年 - 2025年、全2巻
  1. 2023年5月31日発売[5][6]、ISBN 978-4-592-71222-0
  2. 2025年3月31日発売[7][8]、ISBN 978-4-592-71255-8
- 『ハーモニー』、白泉社〈楽園コミックス〉2023年 - 2024年、全2巻
  1. 2023年7月31日発売[9]、ISBN 978-4-592-71224-4
  2. 2024年7月31日発売[10]、ISBN 978-4-592-71243-5

### その他
- 週刊マンガ世界の偉人 第1号「エジソン」（2012年 朝日新聞出版）